# Bubeneč
Bubeneč (německy Bubentsch, česky dříve Přední Ovenec) je městská čtvrť a katastrální území Prahy na levém břehu Vltavy. Součástí katastru Bubenče je i celý Císařský ostrov, Stromovka (Královská obora) a Výstaviště. Patří sem i fotbalový stadion Sparty a část Vítězného náměstí. Většina katastru Bubenče – 52 % – patří do obvodu a městské části Praha 7, ale většina zastavěné plochy leží v obvodu a městské části Praha 6, (v Praze 7 leží především Stromovka).
V letech 1904–1921 byl Bubeneč samostatným městem, pak byl připojen k Praze.

## Název
Jméno Bubeneč je rodu mužského (skloňuje se podle vzoru stroj), ale pravidla českého pravopisu umožňují používání i rodu ženského.
Dnešní název Bubeneč je založen na německé výslovnosti (Bubentsch) českého „Vovenec“ nebo odvozen od názvu blízké obce Bubny (dnes součást katastru Holešovic), která se nacházela na předmostí dnešního Hlávkova mostu a jejíž katastr zahrnoval i dnešní Letenské sady. Název Ovenec se na Bubeneč oficiálně změnil až v roce 1880.

## Historie

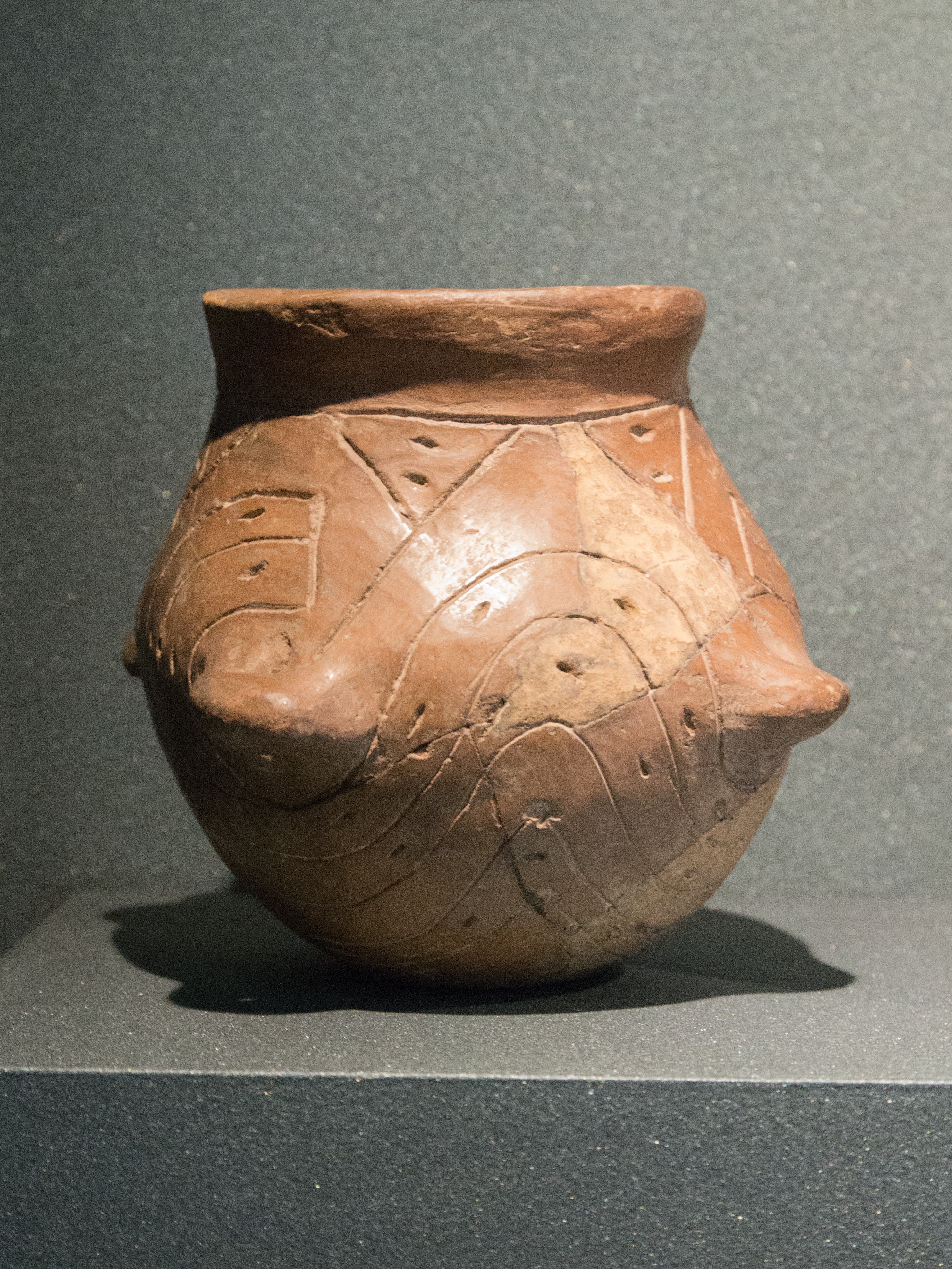
Nejstarší keramika z Bubenče v Muzeu hlavního města Prahy

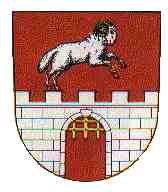
Historický znak Bubenče

V  ulicích Terronská, Albánská a Ve Struhách byly odkryty zajímavé archeologické nálezy. Mělce uložené pozůstatky pravěkého osídlení zachránilo slabé osídlení v pozdější době, od raného středověku až do začátku 20. století se jednalo o převážně zemědělskou oblast.
Bubeneč, původně nazývaný Přední Ovenec (Zadní Ovenec byl názvem vsi na místě dnešní městské části Troja), je poprvé připomínán roku 1197. 
V 19. století se severně od ulice Rooseveltova (dříve Bučkova) nacházely rozlehlé veřejné Bučkovy sady ve stylu romantického anglického parku. Nechal je zřídit Josef Ignác Buček z Velhartic, který v Bubenči zakoupil statky koncem 18. století. Jejich malým pozůstatkem je park Willyho Brandta, malé údolíčko s prameništěm nazývaným Struhy či Ve struhách vedle nemocnice Bubeneč.
Dne 26. října 1904 získala obec Bubeneč status města a zároveň jí byl udělen i městský znak. Privilegium na používání znaku však Bubeneč obdržel až 17. února 1905. V letech 1901–1906 byla v Bubenči vybudována čistírna odpadních vod pro Prahu podle projektu britského inženýra 
Lindlyho. Nová čistírna byla zprovozněna v roce 1967 a Stará čistírna je dnes národní kulturní památka.
Součástí Prahy se Bubeneč stal 1. ledna 1922 na základě zákona č. 114/1920 Sb. o vzniku Velké Prahy, a v jejím rámci se stal součástí obvodu Praha XIX. Od roku 1960 je území Bubenče rozděleno mezi městské obvody (dnes i městské části) Praha 6 a Praha 7.

## Popis

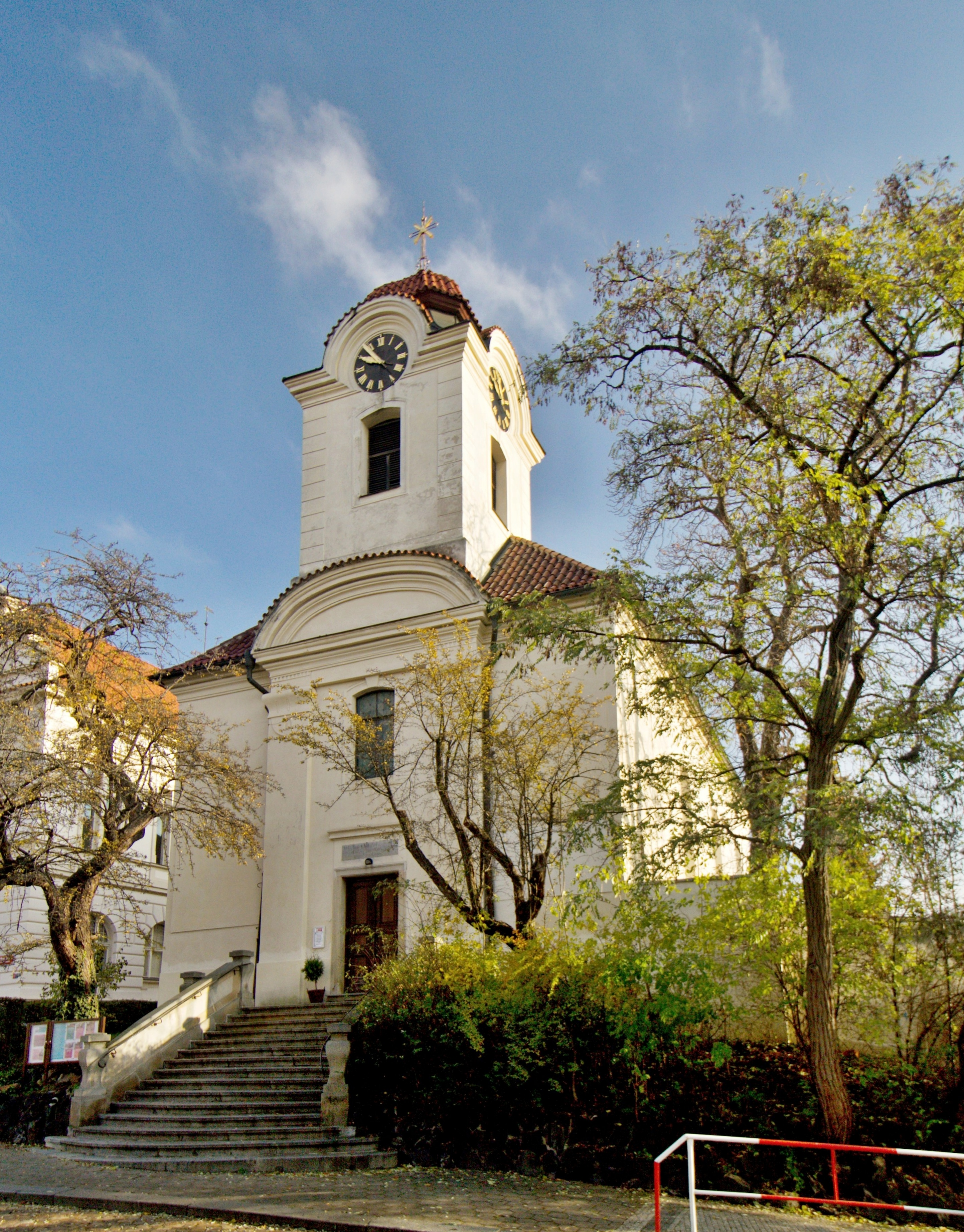
Kostel sv. Gotharda, pozůstatek starého Bubenče

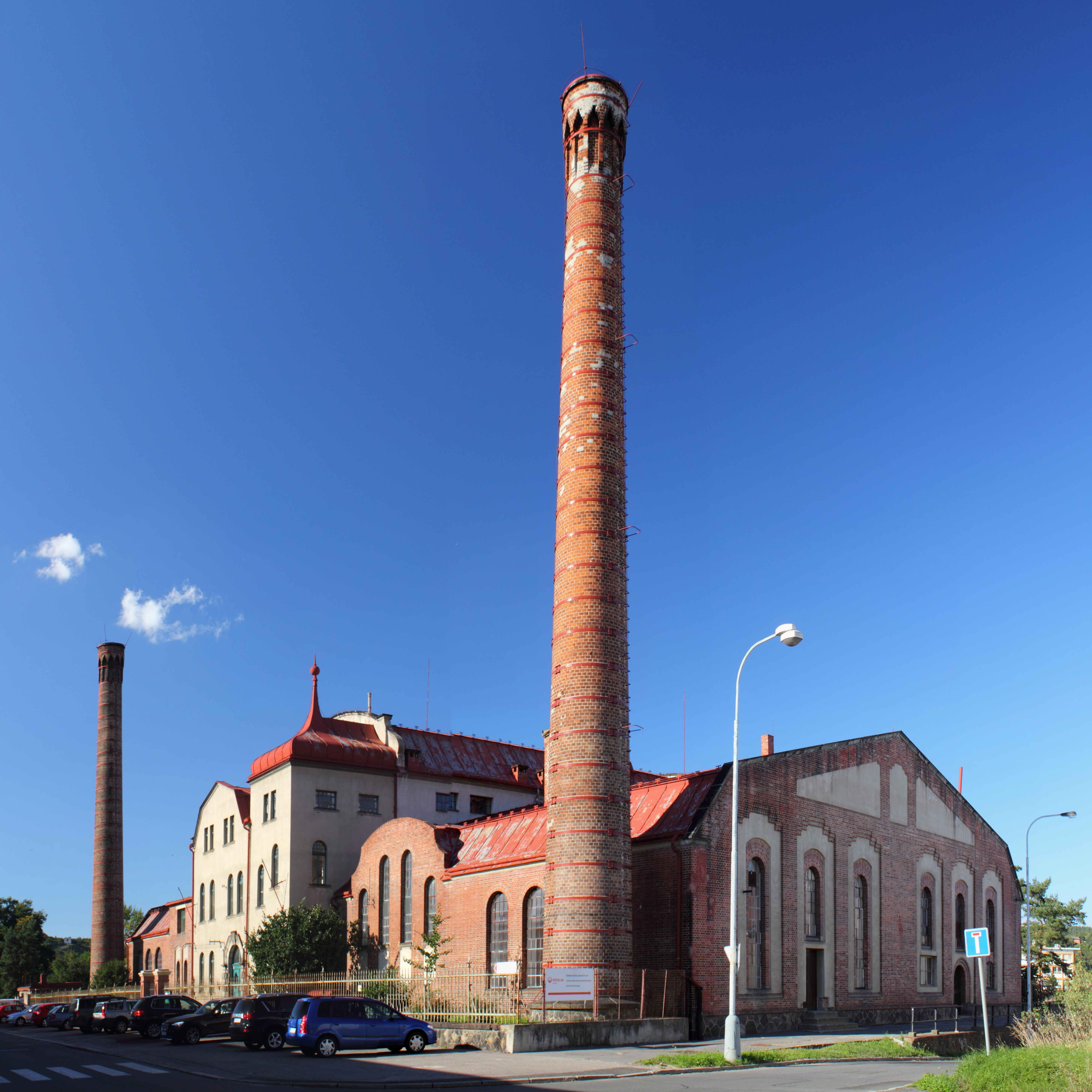
Stará čistírna odpadních vod

Zbytek původního, tzv. starého Bubenče, se nachází okolo kostela sv. Gotharda, hostince Na Slamníku a nedalekého Bubenečského nádraží (sloužícího už jen jako výhybna), ve středu čtvrti na západním okraji Královské obory (Stromovky). Odtud na jih se rozkládá vilová čtvrť, budovaná již od 2. poloviny 19. století mj. významnými osobnostmi české kultury (např. Lannova vila se sbírkami starožitností, Petschkova, Suchardova), vily nebo domy, ve kterých bydleli malíři Max Švabinský (Na Zátorách 172) nebo Karel Svolinský (Na Zátorce). Dnes zde sídlí řada zastupitelských úřadů. Jihozápadní část a západní okraj je tvořen bytovými domy stavěnými od dvacátých let 20. století podle (úspěšného) urbanistického plánu (A. Engel). Směrem k východu přechází dobová výstavba ve vilovou čtvrť. Severní část je v západní části historicky průmyslová se zbytky renesančního Císařského mlýna, papírny a starou a novou (na Císařském ostrově) čistírnou odpadních vod pro Prahu. Na východě sousedí sportovní areály vč. jezdeckého areálu na Císařském ostrově. Východní část Bubenče zaujímá především lesopark Královská obora neboli Stromovka s Místodržitelským letohrádkem a Šlechtovkou. Východní část stromovky byla vyhrazena pro Jubilejní zemskou výstavu Království českého v roce 1891 a výstavně-zábavným areálem zůstala, dnes pod názvem Výstaviště Praha. Výstaviště je ale od Bubenče stavebně odtrženo a těsně přiléhá k Holešovicím. Jihovýchodní část Bubenče zaujímá stadion Sparty (běžně označovaný „na Letné“, ve smyslu na Letenské pláni) a souvislá bytová zástavba, mezi kterou dominuje budova Akademie výtvarných umění.

### Hranice
- na západě: ul. Pod Paťankou, Podbabská, Jugoslávských partyzánů, Vítězné nám., Dejvická
- na jihu: ul. Jaselská, Pelléova (v křižovatce Špejchar čtyřmezí s k.ú. Dejvice, Hradčany a Holešovice), Milady Horákové, Letenské náměstí, Veletržní
- na východě: Kamenická, okraj Stromovky, U Výstaviště, Za Elektrárnou, úsek železniční trati Praha-Bubny – Praha-Bubeneč
- na severu: Vltava mezi Císařským ostrovem a Trojou

## Další fotografie

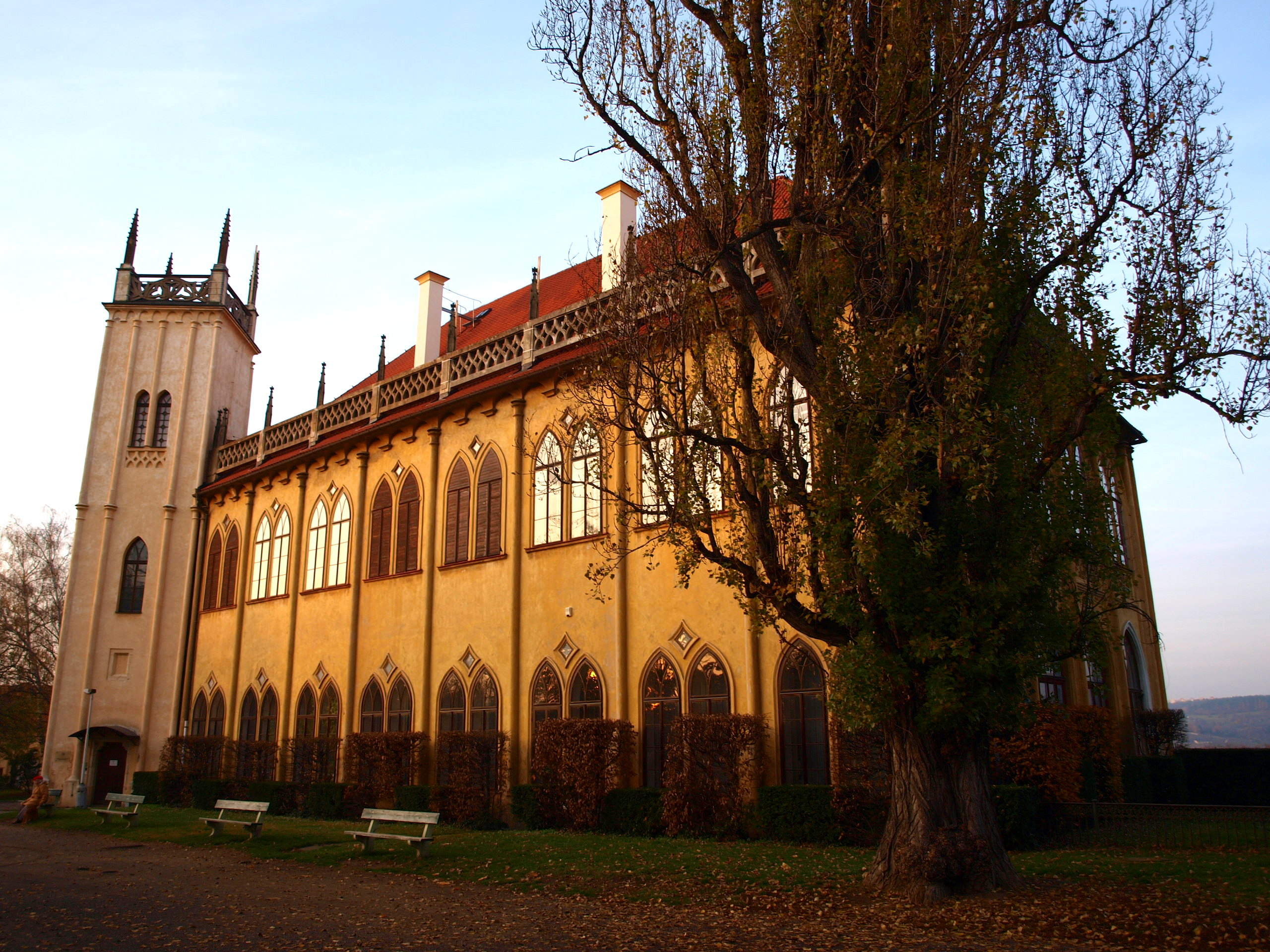
Místodržitelský letohrádek
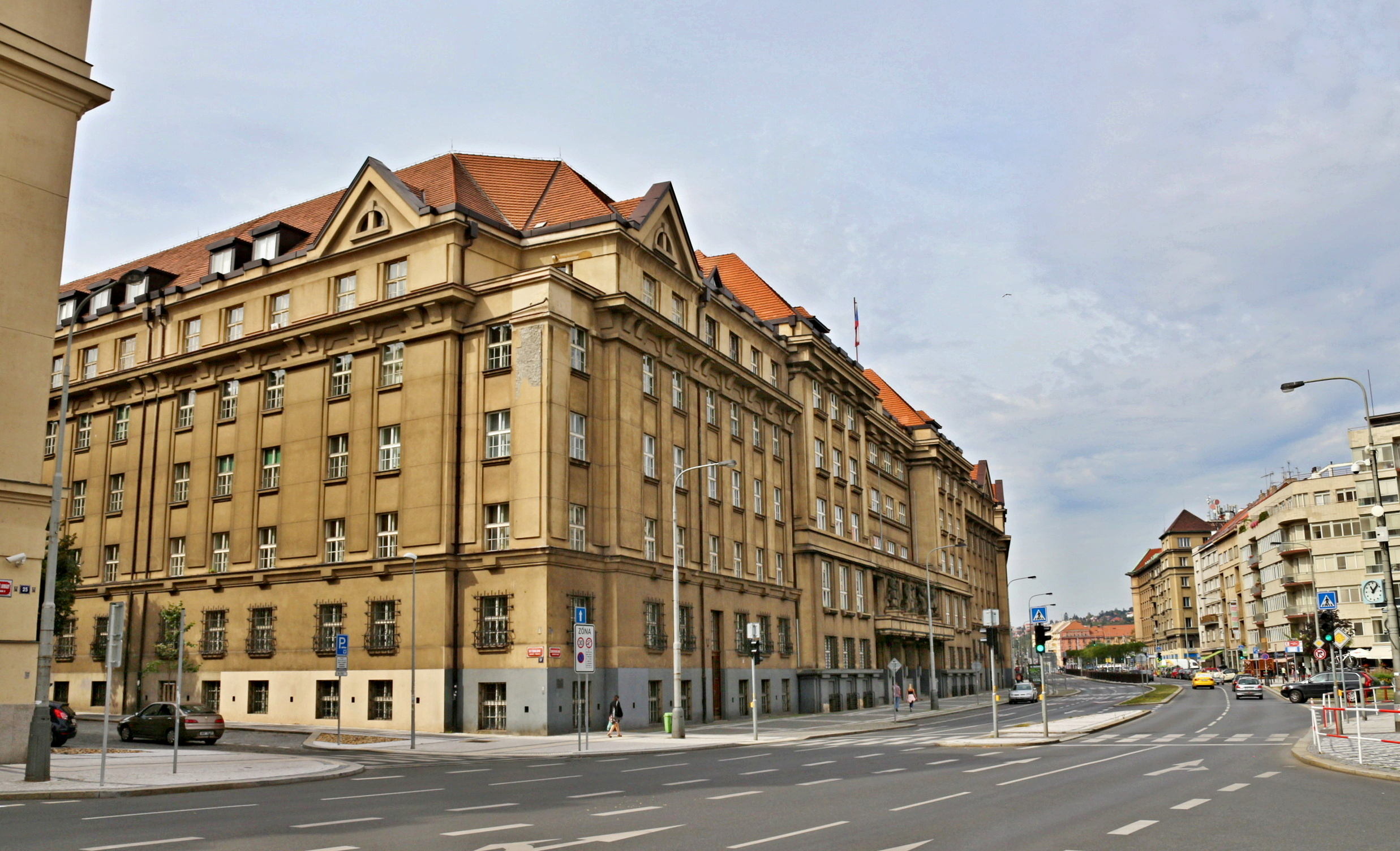
Ulice Československé armády a budova Ministerstva obrany
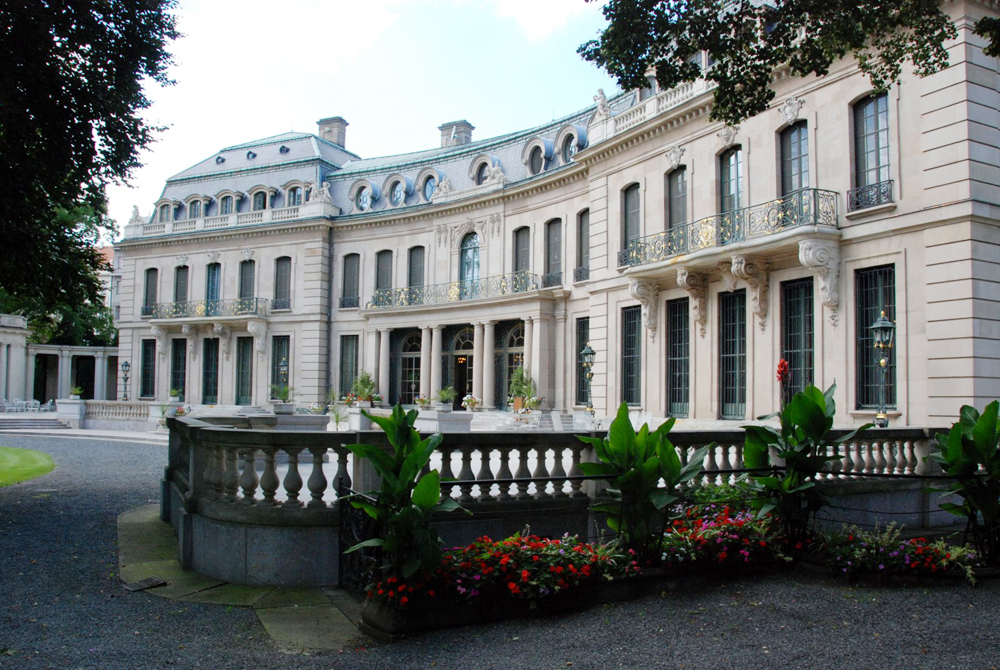
Rezidence velvyslance USA v Praze (Vila Otto Petschka)
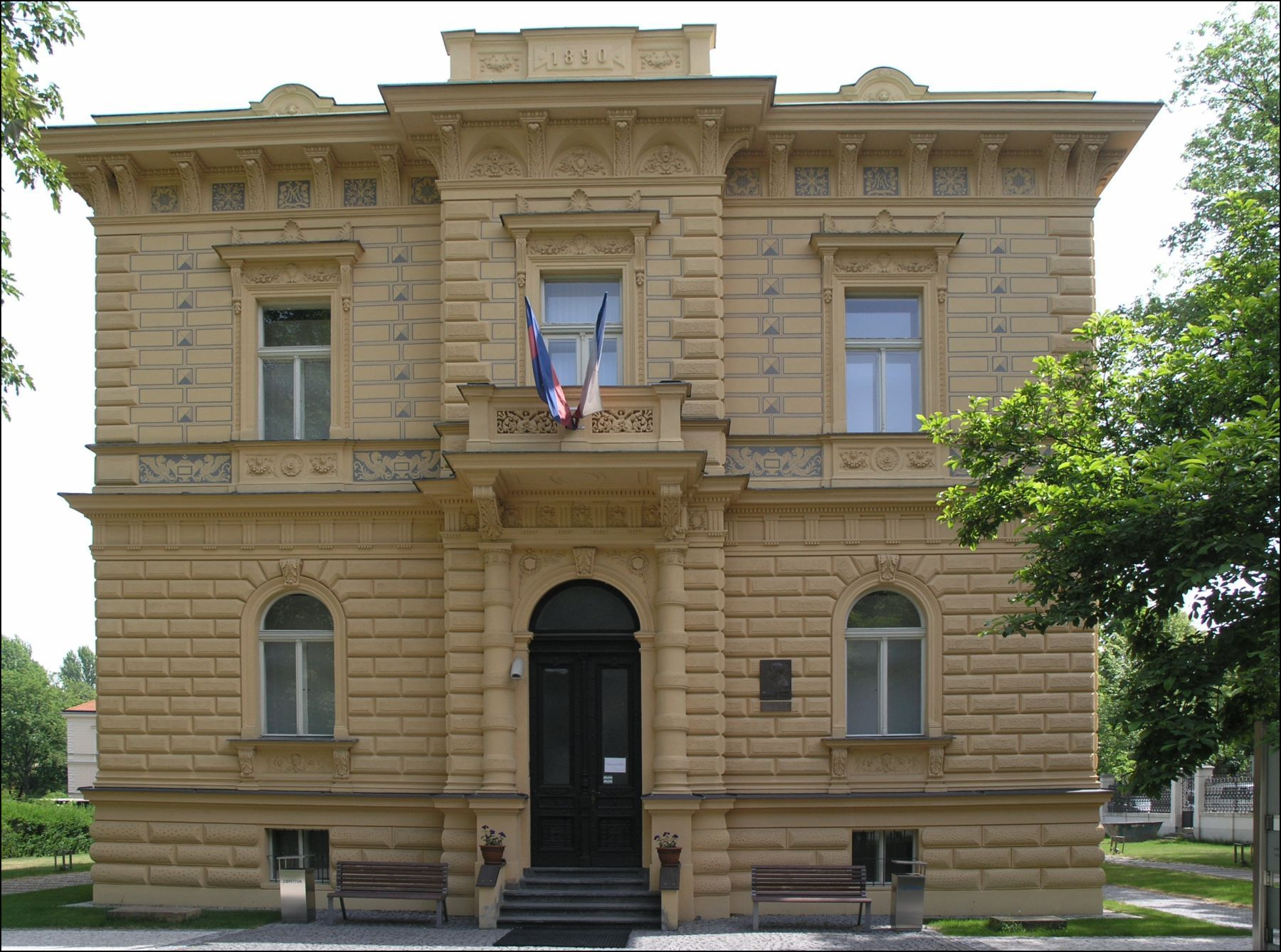
Pelléova vila
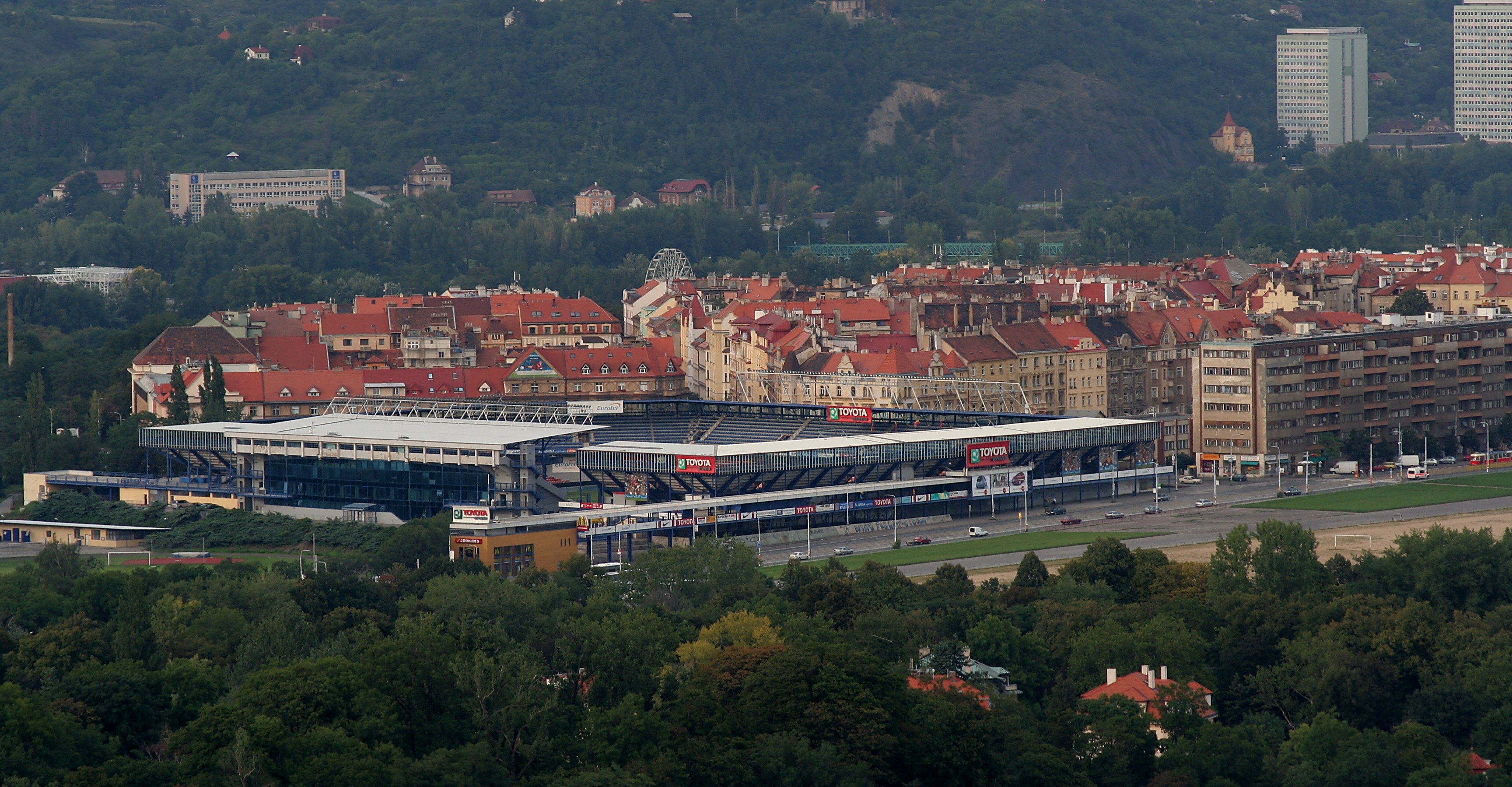
Stadión Sparty na Letné
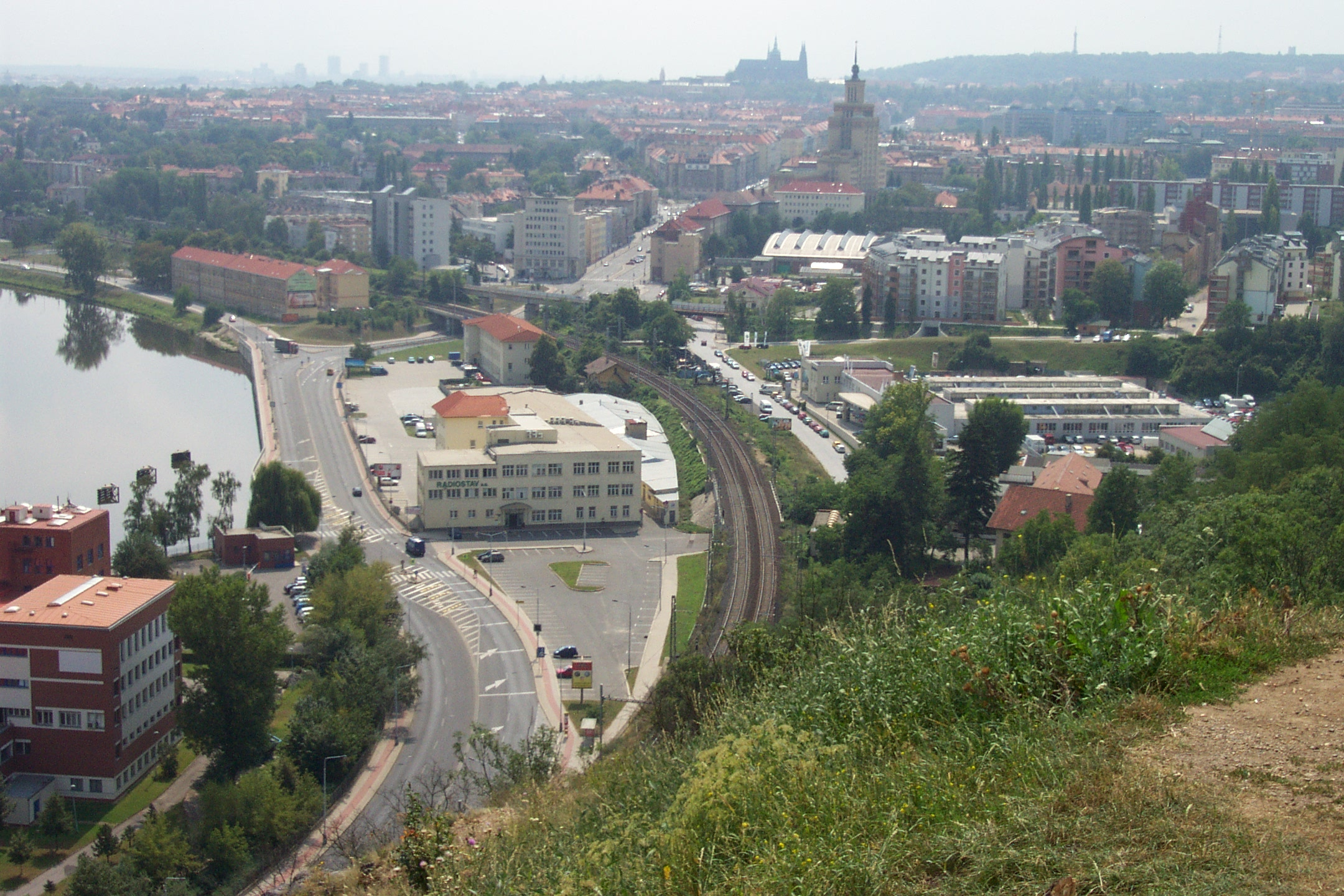
Podbaba, rozhraní Bubenče a Dejvic
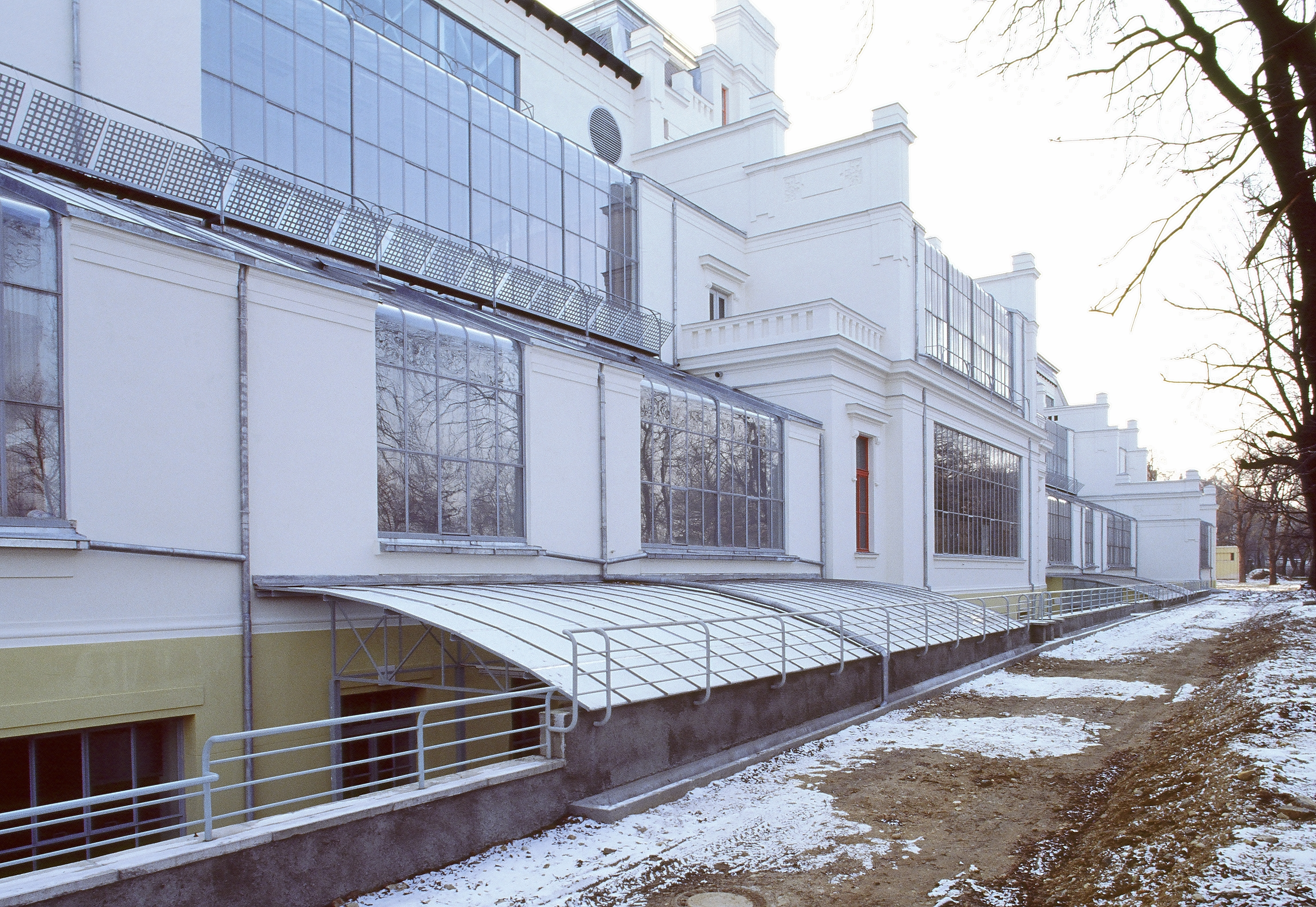
Hlavní budova Akademie výtvarných umění v Praze
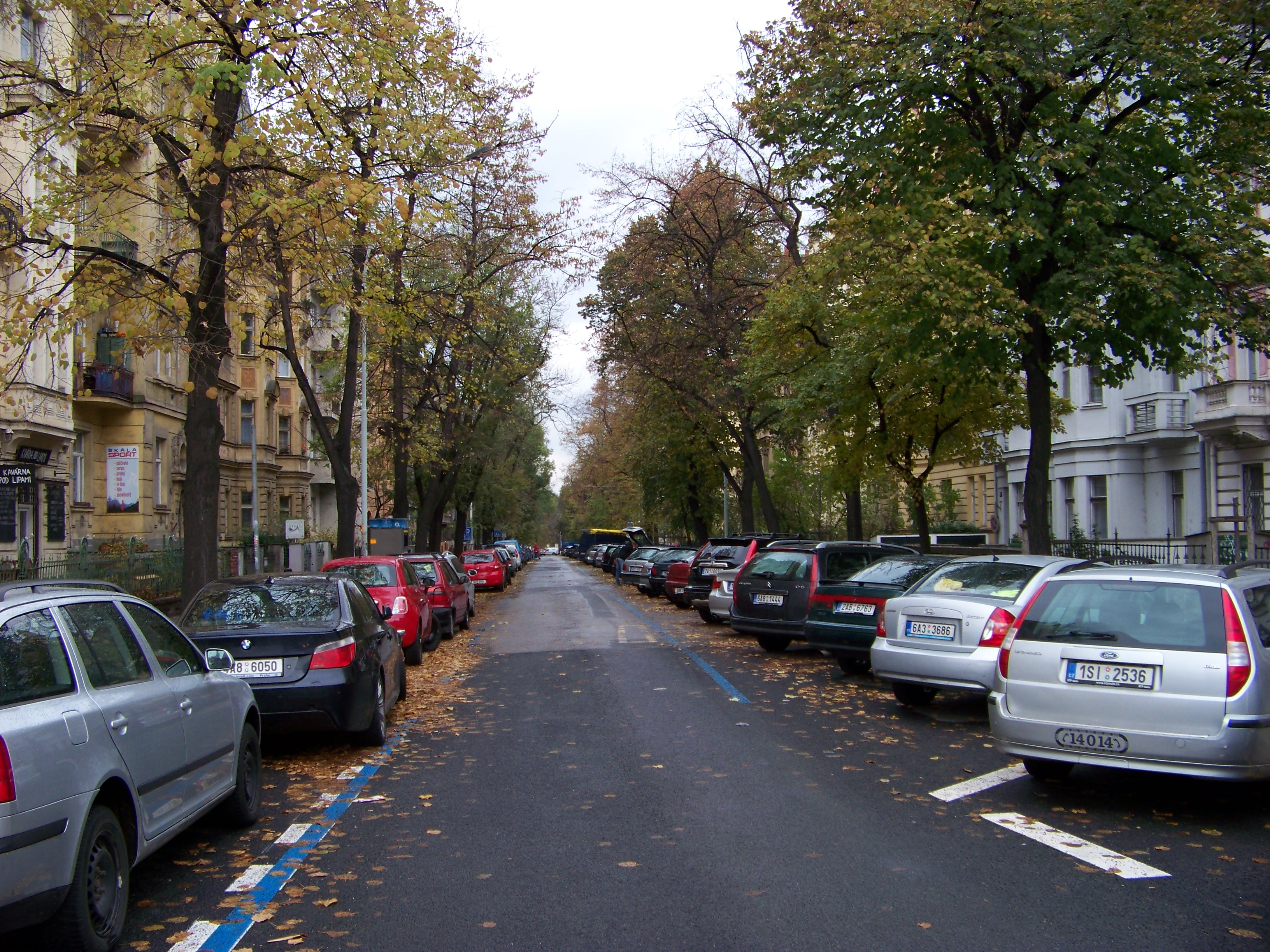
Ulice Čechova, od Letenského náměstí
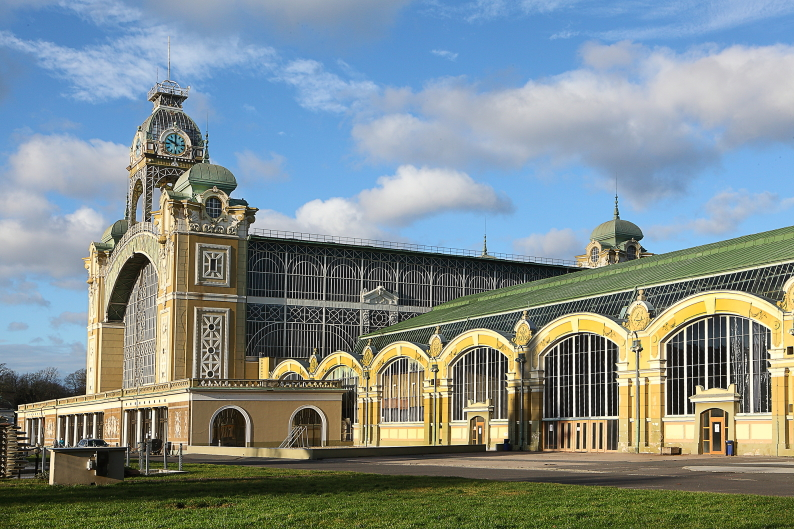
Průmyslový palác, Výstaviště Praha
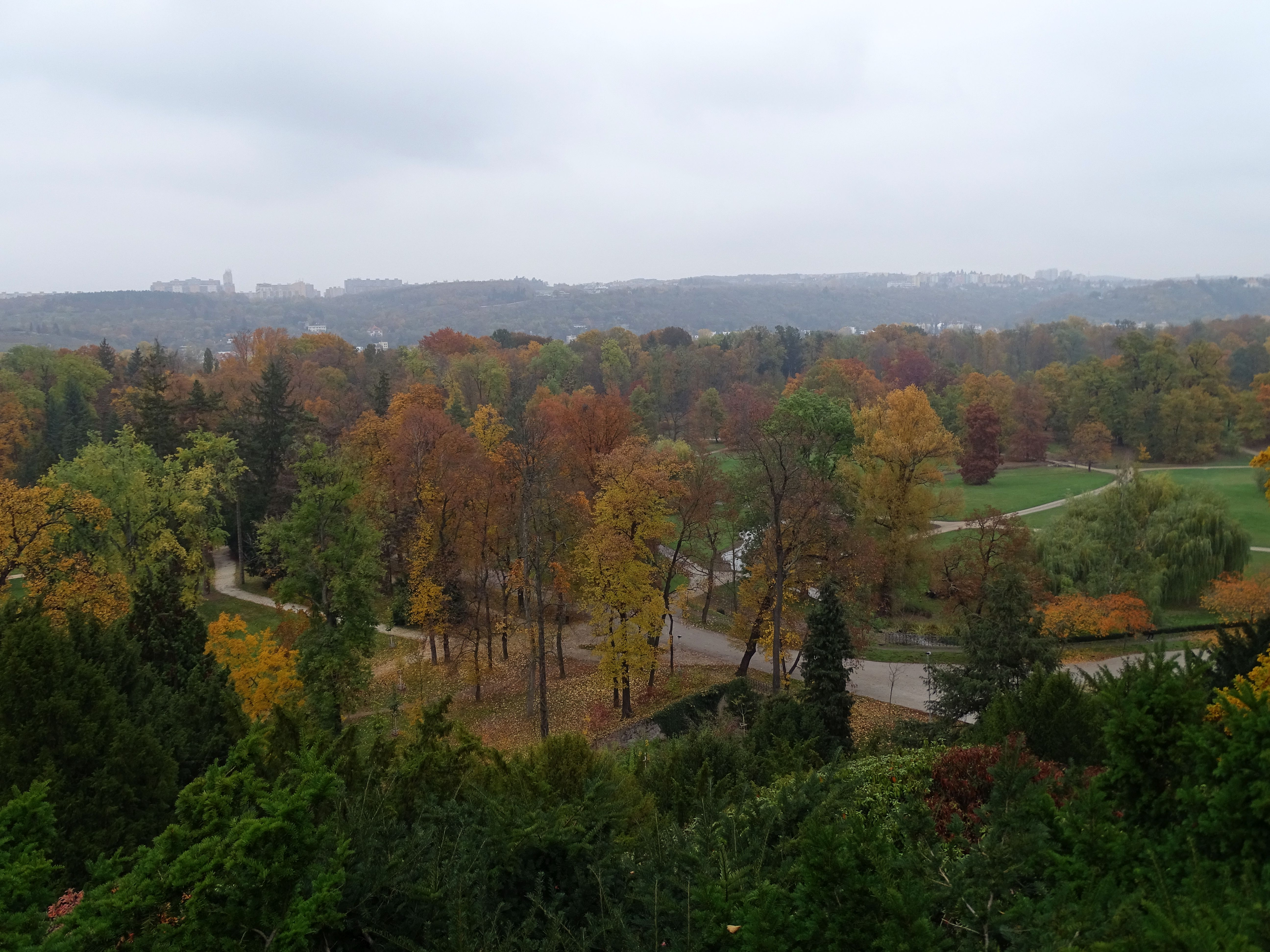
Park Královská obora (Stromovka)
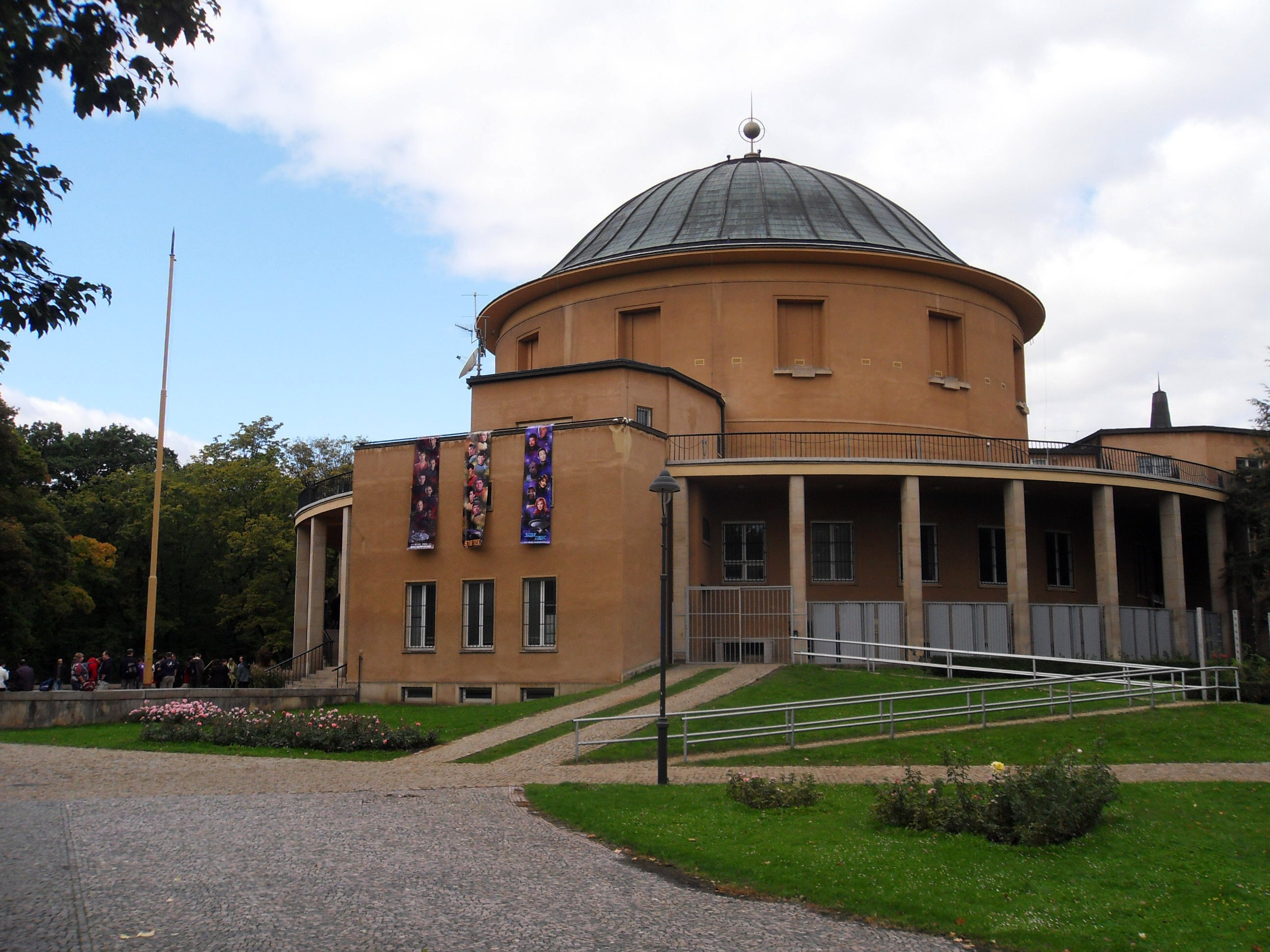
Planetárium Praha